# Zvornički sandžak
Zvornički sandžak (tur. İzvornik Sancağı) je bio sandžak u Osmanskom Carstvu. Osnovan je između 1478. i 1483. godine, a Bašagić (Kratku uputu u prošlost Bosne i Hercegovine, str. 186), ne navodeći izvore, tvrdi da je Ali-beg Mihaloglu još 1461. bio sandžakbeg Zvorničkog sandžaka. Očigledno se pozivao na S. Muvekita ( Tarihi Bosna, autograf u Orijentalnom institutu, br. 1164), koji nije uvijek bio pouzdan izvor.
Sjedište je bilo u Zvorniku, poslije u Tuzli. Pripadala mu je cijela sjeveroistočna Bosna.

## Povijest
Sandžak je nastao u drugim okolnostima od susjednih. Susjedni su nastali kao plod trenutnih osmanskih osvajačkih uspjeha. Zvornički je prvi koji je nastao zbog vojnih potreba, radi bolje obrane i čvršće organizacije ranije stečenog posjeda koji je ugrožavala hrvatsko-ugarska država. Na to ih je natjerala uspješna organizacija Jajačke, Srebreničke i Šabačke banovine koji su bili dobar obrambeni pojas koji je priječio turske prodore i istovremno sigurno polazište za česte recentne uspješne hrvatsko-ugarske pohode i stalna opasnost osmanskim pograničnim posjedima. Zbog toga su Osmanlije odlučile formirati treću jedinicu na mjestu stare bosanske države radi čvršćeg povezivanja svoje vlasti i u srednjem Podrinju.
Nastao je odvajanjem zapadnih dijelova Smederevskog sandžaka u srednjem Podrinju te još nekih krajeva sjeveroistočnog dijela Bosanskog sandžaka. Osvajanjem Srebreničke banovine 1512. pripojena je ovom sandžaku. Godine 1521. Zvornički sandžak dobio je konačni oblik, nakon što su Šabac i Beograd pali pod osmansku vlast. Vojno-upravno pripadao je Rumelijskom pašaluku od 1480. do 1541. godine. Osnutkom Budimskog pašaluka, pripao je njemu. 
Reorganizacijom osmanske uprave 1580. godine ušao je u sastav Bosanskog pašaluka.
Ukupno je imao 31 nahiju.
U sastav Zvorničkog sandžaka ušli su kadiluci:
- Kadiluk Srebrenica s nahijama: Srebrenica, Budimir (Ludmer), Kušlat i Šubin
- Kadiluk Zvornik s nahijama: Zvornik, Perin, Teočak i Koraj
- Kadiluk Gornja i Donja Tuzla s nahijama: Donja Tuzla, Gornja Tuzla, Sapna, Spreča, Gostilj, Dramesin, Paske, Visovi, Jasenica i Smoluća
- Kadiluk Gračanica s nahijama: Gračanica, Grdačac, Srebrenik, Soko, Završ i Nenavište
- Kadiluk Bijeljina s nahijama: Bijeljina i Janja
- Kadiluk Birce i Knežina
- Kadiluk Krupanj i Bohorina
- Kadiluk Loznica ili Jadar i Pticar
- Kadiluk Šabac sa Šapcem, Donjom i Gornjom Mačvom
- Kadiluk Brvenik s nahijama: Brvenik i Gošćanica

Od 1606. godine do 1690. godine postojale su 29 kapetanije u Bosanskom pašaluku, od kojih su 23 bile pogranične, šest unutarnje, a nijedna nije bila u ovom sandžaku. unutrašnje. Zvornički sandžak ukinut je 1832. godine. Godine 1867. dio je Bosanskog vilajeta. Sasvim je ukinut austro-ugarskim zaposjedanjem 1878. godine.
Zvornički sandžak jedan je od šest osmanskih sandžaka s razvijenom brodogradnjom, pored Vidinskog, Nikopoljskog, Požeškog, Smederevskog i Mohačkog.